# Mestolobes autodoxa
Mestolobes autodoxa là một loài bướm đêm thuộc họ Crambidae. Nó là loài đặc hữu của Oahu.
Adults have been taken at Metrosideros flowers.